# Адолф II фон Насау
Адолф II фон Насау-Висбаден-Идщайн (на немски: Adolf von Nassau-Wiesbaden-Idstein; * ок. 1422/1423; † 6 септември 1475, Елтвиле) от фамилията на графовете на Насау-Висбаден-Идщайн, е архиепископ и курфюрст на Майнц (1461 – 1475).

## Биография
Той е вторият син на граф Адолф II фон Насау-Висбаден-Идщайн (1386 – 1426) и съпругата му маркграфиня Маргарета фон Баден (1404 – 1442), дъщеря на маркграф Бернхард I фон Баден († 1431) и Анна фон Йотинген († 1436). По-големият му брат Йохан II (1419 – 1480) е граф на Насау-Висбаден-Идщайн.
През 1461 г. Адолф II е избран от папа Пий II за архиепископ на Майнц на мястото на сваления от папата Дитер фон Изенбург. Започва война между двамата и след една година на 28 октомври 1462 г. Адолф фон Насау го побеждава в кървава битка. Победеният Дитер фон Изенбург се отказва след една година.
Адолф II нарежда през 1470 г. изгонването на всички евреи от архиепископство Майнц.
Той умира през 1475 г. и е погребан в базиликата в манастир Ебербах близо до Елтвиле в Рейнгау. На смъртното си легло Адолф фон Нассау предлага през 1475 г. Дитер фон Изенбург за свой наследник.